# Kloster Wągrowiec
Das Kloster Wągrowiec (Wongrowitz) ist eine ehemalige Zisterzienserabtei in Polen. Es lag in der polnischen Stadt Wągrowiec (Woiwodschaft Großpolen); Pow. Wągrowiec.

## Geschichte
Gegründet wurde das Kloster im Jahr 1143 in Lekno (polnisch Łekno, in der Landgemeinde Wągrowiec) als zweites Tochterkloster des Klosters Altenberg im Bergischen Land aus der Filiation der Primarabtei Morimond durch den Edlen Zbilut. Vom Kloster Łekno aus wurde Kloster Obra als weiteres Tochterkloster gegründet. 1396 wurde es nach Wągrowiec (Wongrowitz) verlegt. Es war ein sog. kölnisches Kloster (s. Kloster Ląd – Lond, Kloster Obra); bis gegen 1553 wurden nur Kölner in den Konvent aufgenommen. Diese zogen 1553 nach Kloster Heinrichau aus. Die Besetzung mit gebürtigen Kölnern führte zu Streitigkeiten, die bis zum Generalkapitel (1489) und zum polnischen Reichstag (1537) gebracht wurden. Bis 1629 war der Barockkomponist Adam von Wągrowiec (Adam z Wągrowca) hier Organist. Im Jahr 1835 wurde das Kloster säkularisiert. Die Rolle der „kölnischen Klöster“ in der Siedlungsgeschichte (Ostkolonisation) wird unterschiedlich beurteilt.

## Bauten und Anlage
In Łekno war bis zum Abzug der Zisterzienser kein geschlossener Gebäudekomplex entstanden. Dort sind aber noch Fundamente erhalten. Die Anlage in Wągrowiec ist aus dem 15. Jahrhundert, 1501 bis 1528 wurde der Ostflügel umgebaut. Nach einem Großbrand 1747 wurde das Kloster auf den gotischen Fundamenten wiedererrichtet. Die Klausur befindet sich rechts von der Kirche.
Die Kirche in Wągrowiec wurde 1493 geweiht. Die bestehende Kirche ist ein Putzbau vom Ende des 18. Jahrhunderts, eine dreischiffige gewölbte Halle mit einer Zweiturmfassade. Sie wurde 1945 zerstört und 1946 bis 1952 wiederaufgebaut.